# 더샘인터내셔날
더샘인터내셔날(영어: the SAEM International)은 2010년 론칭한 한국화장품의 로드샵 자회사이다. 2010년 8월, 한국화장품은 지분을 100% 출자한 중저가 브랜드숍 명동 1호점을 오픈하였다.

## 주요 제품
- 어반에코 와라타 크림
- 에코 어스 파워 선크림
- 어반에코 하라케케 탄력씨앗 크림
- 어반에코 하라케케 뿌리보습 크림
- 어반에코 하라케케 토너
- 셀 리뉴 바이오 마이크로 필 소프트 젤
- 젬미라클 블랙펄 오투 버블 마스크
- 에코소울 온천수 비비케익 & 쿠션
- 힐링 티 가든 클렌징워터
- 커버 퍼펙션 팁 컨실러 & 컨실러 듀오
- 익스프레스뷰티 아쿠아필 코튼스왑(왕면봉)
- 에코 소울 키스 버튼 립스
- 초코파이 핸드크림
- 샘물 네일즈 젤 탑코트
- 키스홀릭 립스틱

## 역대 모델
- 이승기(2010~2011년)
- 애프터스쿨(2011~2012년)
- 아이유(2012~2014년)
- 지드래곤(2013~2015년)
- 서예지(2014~2015년)
- 샤이니(2014년~현재)
- 레드벨벳(2016년~현재)
- 세븐틴(2018~현재)

## 관련 기사
- 이화연 기자 (2017년 3월 9일). “‘만년 꼴찌’ 더샘의 반란…한국화장품 영광 재현할까”. 컨슈머타임스.
- 김두리 기자 (2017년 2월 27일). “더샘, ‘iF 디자인 어워드 2017’ 패키징 디자인 부문 3관왕 달성”. 뉴스엔미디어.
- 이충진 기자 (2017년 2월 16일). “더샘, 론칭 이후 최고 매출 “전년 매출액 대비 2배, 1400억원 돌파””. 스포츠경향.